# Domitilla Picozzi
Domitilla Picozzi (Roma, 5 giugno 1998) è un'ex pallanuotista italiana.

## Palmarès

### Club
- Coppe Italia: 4

SIS Roma: 2018-19, 2021-22, 2023-24, 2024-25

### Nazionale
- Mondiali

Fukuoka 2023: 
- Europei

Spalato 2022: 
- World League

Budapest 2019: 
- Giochi del Mediterraneo

Tarragona 2018: 